# Second Youth
Second Youth é um filme mudo de comédia romântica produzido nos Estados Unidos e lançado em 1924.